# シロインゲンマメ
シロインゲンマメ(Navy bean, haricot, white pea bean, pea bean)は、インゲンマメ属に属し白色の種子をつける種類（種としてはインゲンマメ、ベニバナインゲン等）の総称である。小さく乾燥した白色の豆で、楕円形に若干平たい形をしている。ベイクドビーンズやパイ、Senate bean soup等のスープ等に用いられる。他の野菜とは異なり、シロインゲンマメは缶詰にする過程であまり栄養価が失われない。
シロインゲンマメを実らせる植物は、栽培品種によって、低木状のものと蔓状のものがある。
シロインゲンマメの摂取は、合計コレステロール及び低比重リポタンパクの量を低減させることが示されている。この効果の少なくとも一部は、シロインゲンマメの高いサポニン含有量により説明される。またサポニンは抗細菌及び抗菌活性も示し、癌細胞の成長阻害も観察される。さらに、シロインゲンマメには他の豆類と同様にフェルラ酸やp-クマル酸も多く含まれる。19世紀にアメリカ海軍の食糧として採用されたため、英語では“Navy bean”と呼ばれる。

## 栽培

### 主な栽培品種
シロインゲンマメの主な栽培品種には、次のようなものがある。
- 'Rainy River'[10]
- 'Robust', 種を通じて感染する[10]インゲンマメモザイクウイルス(BCMV)に対して抵抗性[11]
- Michelite, 'Robust'の子孫だが、収穫量が多く種子の質も良い[10]
- Sanilac, 低木を作る最初の栽培品種[10]

### 日本での栽培
日本で栽培されるインゲンマメ（菜豆）のうち粒色が白色のものには、手亡類、白金時類、大福類などがあり、このほかにベニバナインゲンに属する花豆類がある。
- 手亡類（てぼう[13]、てぼ） - 白色の小粒種でほとんどが白餡加工用である[12]。手亡類に属する栽培品種には、姫手亡[12]、雪手亡[14]、絹てぼう[14]などがある。
- 白金時類 - 白色の大粒種で蔓が出ない特徴がある[12]。白金時類に属する栽培品種には福白金時[12]などがある。
- 大福類（おおふく） - 白色の極大粒種[12]。大福豆（おおふくまめ）[15]。10粒ほど並べると6寸の長さになることから西日本では斗六豆（とうろくまめ）、十六寸豆（とろくすんまめ）とも呼ばれる[15]。大福類に属する栽培品種には洞爺大福[12]などがある。
- 花豆類 - ベニバナインゲンに属するもので、白色のものは白花豆という（このほかに紫色の紫花豆がある）[12]。白花っ娘[14]、大白花[14]などの品種がある。

## 栄養価
シロインゲンマメには、既知の植物としてはホスファチジルセリンが最も豊富に含まれている。